# Uracanthus parvus
Uracanthus parvus là một loài bọ cánh cứng trong họ Cerambycidae.